# Bianore di Bitinia
Bianore (in greco antico: Βιάνωρ?, Biánōr; Bitinia, I secolo d.C. – dopo il 17 d.C.) è stato un letterato e poeta greco antico.

## Biografia
Della vita di Bianore non si conosce quasi nulla.
Il titolo degli epigrammi conservati di lui dalla Antologia Palatina lo indica come nativo della Bitinia, mentre le date congetturali per la sua cronologia derivano dalla Corona di Filippo di Tessalonica, che lo indica tra gli autori da lui antologizzati come "Bianore simile a quercia", mentre una volta, sempre nella Palatina, un epigramma riferito ad un Bianore lo indica come "grammatico": all'età augustea e tiberiana rinvia il fatto che sia tra gli autori di Filippo che, come noto, compose la sua antologia dopo Meleagro di Gadara. 
L'unico epigramma che ci consente una collocazione più precisa riguarda la distruzione di Sardi a causa di un terremoto nel 17 d.C.:
e Aliatte; Sardi, un tempo

seconda Persia per il Grande Re

in Anatolia; tu che elevata
 
in tempi antichi fosti tutta d'oro,

traendo la ricchezza dallo scorrere
 
del Pattolo, ora, città sfortunata,
 
avvolta tutta in un gran disastro, 

caduta a capofitto negli abissi,
 
fosti inghiottita da un abisso immane.
 
Elice e Bura furono ingoiate

dal mare, ma tu, o Sardi, che all'interno
 
sicura riposavi, ora hai incontrato

lo stesso loro aspro destin di morte»
(trad. A. D'Andria)

## Epigrammi
Di Bianore restano 22 epigrammi, di cui due epigrammi nella Palatina e uno nell'Antologia Planudea. 

Con pochissime eccezioni, gli epigrammi di Bianore sono su temi convenzionali, nella più classica delle riprese di motivi epigrammatici ormai consolidati, che lo fa accostare, oltre che allo stesso Filippo, anche allo stile di Antipatro di Tessalonica, anche se i suoi testi evidenziano uno stile immaginoso, portato ai neologismi ed alle ampie perifrasi, pur senza talento e immaginazione notevoli, come si nota dall'epigramma su Sardi riportato sopra